# Гельґа Шмід
Ге́льґа Марі́я Шмід (нім. Helga Maria Schmid, нар. 8 квітня 1960, Баварія, ФРН) — німецька політична діячка, дипломат, секретар у Європейській службі зовнішніх справ з 2016 до 2020 року. Генеральний секретар Організації з безпеки і співробітництва в Європі з 2020 року.

## Освіта
Шмід має вчені ступені в галузі літератури, історії та політики з Університету Людвіга Максиміліана в Мюнхені. Вона також вивчала міжнародне і право ЄС, економіку та міжнародні відносини у Дипломатичній академії Відня.

## Кар'єра
З 1988 року Шмід працювала на різних посадах у Федеральному міністерстві закордонних справ Німеччини, була помічницею приватного секретаря міністра з питань європейських справ у період з 1990 по 1991 рік. З 1991 по 1994 рік вона була відповідальною за зв'язки з пресою та зв'язками з громадськістю посольства Німеччини у Вашингтоні, округ Колумбія. З 1994 до 1998 року Шмід працювала політичною радницею міністра закордонних справ Клауса Кінкеля. Цю ж посаду вона обіймала з 1998 по 2000 рік із міністром закордонних справ Йошкою Фішером. У 2000—2005 роки працювала на керівних посадах у штаб-квартирі Міністерства закордонних справ у Берліні. Серед них вона була керівницею політичного апарату та керівницею міністерського офісу з 2003 по 2005 рік.
2006 року Шмід стала директором відділу планування політики та раннього попередження Верховного представника з питань спільної зовнішньої політики та політики безпеки Хав'єра Солани в Генеральному секретаріаті Ради ЄС в Брюсселі.
2010 року, після заснування Європейської служби зовнішньої дії Шмід стала заступницею генерального секретаря з політичних питань, брала участь у переговорах щодо ядерної програми Ірану. На переговорах щодо ядерної угоди ЄС із з Іраном Шмід була автором 100-сторінкового договору, який був успішно укладений 2015 року з сучасним президентом Рухані, який на той час був головним перемовником від Ірану.
У вересні 2020 року за рекомендацією Гайко Мааса німецький уряд канцлера Ангели Меркель запропонував Шміда кандидатом на пост генерального секретаря Організації з безпеки і співробітництва в Європі (ОБСЄ).
У грудні 2020 року Шмід стала генеральним секретарем ОБСЄ, першою жінкою на цій посаді.

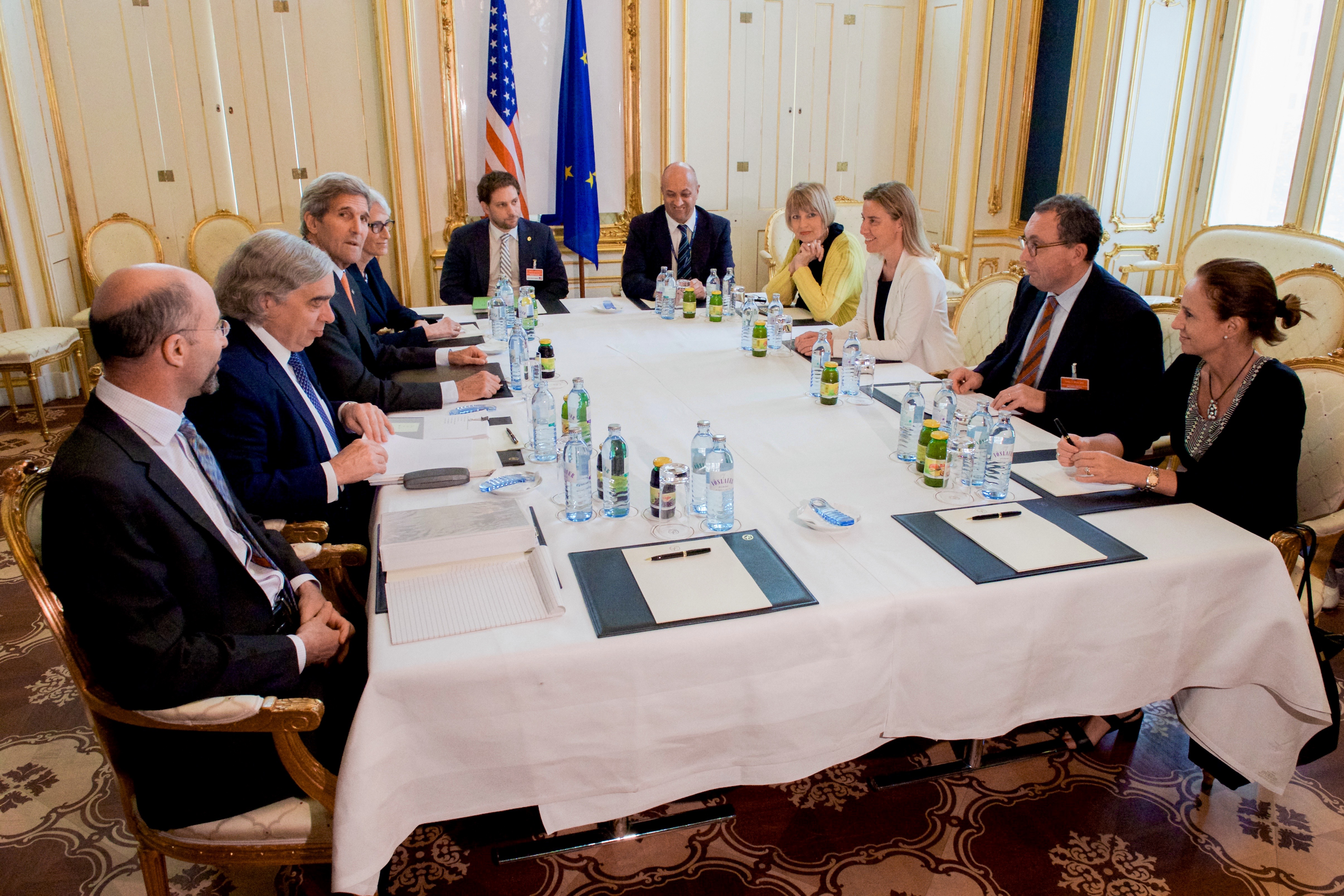
Обмін нотами під час переговорів щодо майбутнього ядерної програми Ірану 2015 року

## Інші види діяльності
- Центр міжнародних мирних операцій (ZIF), член Міжнародної консультативної ради[11]

## Визнання
2009 — медаль за особливі заслуги перед Баварією в Об'єднаній Європі. У листопаді 2015 року міністр закордонних справ Франк-Вальтер Штайнмаєр нагородив її Федеральним хрестом за заслуги I класу

## Цитати
- «Жінки — найкращі учасники переговорів»[13]
- «Що стосується вирішення сирійської кризи, позиція ЄС чітка: тривале вирішення конфлікту може бути досягнуте лише за допомогою політичного процесу під проводом Сирії, що веде до переходу. Що очевидно означає, що ви також розмовляєте з представниками режиму Асада»[14]